# Juan Payo Coello
Juan Payo Coello (Zamora, ? - Poblet, Vimbodí, Conca de Barberà, 1505), president de la Generalitat de Catalunya en el període 1488-1491, fou directament escollit per Ferran II després d'haver suspès el procediment electiu de diputats, el 22 de juliol de 1488.
Nascut a Zamora, va ser militar abans d'entrar al Monestir de Poblet. En 1469, l'abat Miquel Delgado li encarregà tasques de defensa del monestir. També va col·laborar amb Delgado quan aquest va fer d'almoiner del rei Ferran II. Va ser nomenat abat de Poblet el 14 d'abril de 1480. Va tenir molt interès en els aspectes organitzatius de la comunitat. Va confeccionar uns estatut de reforma del monestir i per a evitar l'excés de privilegis de la figura de l'abat; va crear un llibre registre dels monjos que hi ingressaven i una crònica del monestir, perduda al segle xviii. Fou artífex de la Porta Daurada i d'altres importants obres al cenobi de la Conca de Barberà, el Tallat i Vimbodí. En moltes d’elles comptà amb el Mestre del Tallat com escultor o mestre de cases.
La bona relació amb el rei Ferran II, fa que aquest l'anomenés diputat eclesiàstic de forma directa en 1488. El desgavell econòmic i la corrupció de molts dels responsables de la Diputació del General als darrers anys, van subministrar al rei un motiu excel·lent per fer un conjunt de mesures entre les quals s'inclou el nomenament directe saltant-se les constitucions, costums i drets de Catalunya. Alguns historiadors sostenen que va ser la seva voluntat castellanitzadora la raó que el portà a fer aquesta acció. Amb tot va ser ben rebut per part del govern municipal de Barcelona, ja que tenia un conflicte amb la Generalitat per l'impagament dels interessos dels diners avançats per particulars per al sosteniment de la guerra i que ara havia d'afrontar el consistori municipal que havia fet de mitjancer. Les pressions que una part de les institucions feia al rei perquè intervingués, es concretaren en un conjunt de reunions entre 1487 i 1488 a Saragossa de les quals sortiren mesures com la reforma de la Generalitat, la implantació del Sant Ofici a Catalunya i el nomenament directe dels diputats. En aquestes reunions participaren, entre d'altres, Enric II, comte d'Empúries i, en aquell moment lloctinent de Catalunya; Joan Ramon Folc II, comte de Prades; l'arquebisbe de Tarragona; Jaume Destorrent, advocat del General i ciutadà de Barcelona; Francesc Malet i Gaspar Vilana, canceller i advocat del fiscal, respectivament, a qui els encarregà la confecció de la llista de diputats i oïdors que s'havien de nomenar.
El nou govern va patir tensions internes per discrepàncies entre els diputats. Payo Coello fa diverses propostes per millorar la institució, amb poc èxit. Acabà defensant el sistema electiu, però Ferran II no li fa cas i en 1491 tornà a nomenar directament, fins que a les Corts de Barcelona (1493) s'aprovà el sistema d'insaculació.
Juan Payo Coello va morir a Poblet el 10 de novembre de 1498.